# Ginásio Gigantinho
Das Ginásio Gigantinho (kurz auch Gigantinho; Portugiesisch: für „Kleiner Riese“) ist eine Sporthalle in Porto Alegre, Brasilien. Es bietet Platz für 15.000 Besucher und wird auch für Konzerte genutzt. So traten schon internationale Größen wie Eric Clapton oder die Red Hot Chili Peppers hier auf.

## Information
Die Arena ist die sechstgrößte ihrer Art in Brasilien und wurde am 4. November 1973 eröffnet. Es befindet sich am Flussrand-Beira-Rio-Komplex des Sport Club Internacional und liegt direkt neben dem Estádio Beira-Rio. Die Arena, welche ein Areal von 7.200 Quadratmetern abgedeckt, wird für Konzerte und Sportveranstaltungen genutzt und besitzt ein Fußballfeld und bietet 13.000 Plätze für Sportveranstaltungen und Spielveranstaltungen. Die Mannschaftskabinen befinden sich jeweils gegenüber auf beiden Seiten der Arena und sind vor Reportern und der Presse geschützt. Teil des Arenakomplexes sind unter anderem Baderäume, ein Fitnesszentrum sowie eine Bücherei und mehrere Restaurants und Bars. Für Konzerte stehen 15.000 Plätze bereit.

## Konzerte
| Jahr | Künstler              | Tournee                      |
| ---- | --------------------- | ---------------------------- |
| 1977 | Genesis               | Wind & Wuthering Tour        |
| 1983 | Van Halen             | Hide Your Sheep Tour         |
| 1990 | Eric Clapton          | Journeyman World Tour        |
| 1991 | Bob Dylan             | Never Ending Tour 1991       |
| 1992 | Roxette               | Join the Joyride! World Tour |
| 1992 | Iron Maiden           | Fear of the Dark Tour        |
| 2002 | Red Hot Chili Peppers | By the Way World Tour        |
| 2003 | Deep Purple           | Bananas Tour                 |
| 2006 | Deep Purple           | Rapture Of The Deep Tour     |